# Raunkiær-féle életforma-osztályozás
A növények osztályozására a leszármazási kapcsolatokat figyelembe vevő, az élőlényeket családokba, nemzetségekbe, fajokba stb. soroló filogenetikus rendszertanon kívül más lehetőségek is születtek. Ezek közül az egyik az „életforma”-alapú osztályozás. A laikus is megkülönböztet fákat, cserjéket, lágy szárú növényeket stb. Az „életforma” kifejezés tudományos megközelítésben felépítésük, ökológiai szerepük szerint különíti el a növényeket; a környezethez való bizonyos fajta alkalmazkodás több úton is elérhető: leszármazási szempontból közel álló fajok egészen más életformájúak lehetnek, pl. az apró, lágy szárú  Adoxa és a cserje- vagy fatermetű Sambucus ugyanabból a családból származik – megfordítva, egymástól leszármazásilag távol eső fajok konvergens evolúció során kialakult életformája megegyezhet.
A legismertebb ilyen életforma-alapú osztályozás a Raunkiær-féle életforma-osztályozás.

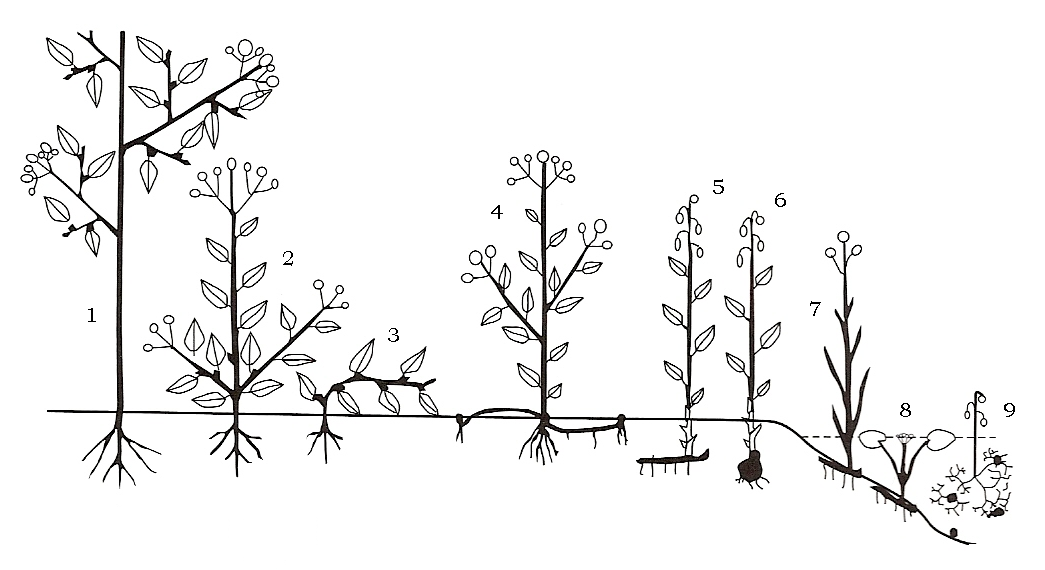
A Raunkiær-féle életformák:
1. Phanerophyta (fás szárú)
2-3. Chamaephyta (passzív, aktív)
4. Hemikryptophyta
5–9. Kryptophyta
- 5-6. Geophyta (rizómával, hagymával)
- 7. Helophyta
- 8-9. Hydrophyta (rizómán, téli rügyekkel áttelelő).
A képen a therophyta, az epifita és a lágy szárú phanerophyta (ide tartoznak a törzsszukkulens phanerophyták és a liánok) életforma nem szerepel. Az ábrázolt életformák balról jobbra egyre nagyobb védelmet nyújtanak a kedvezőtlen időszakban életben maradó növényi részeknek, amelyek vastagítva láthatók.

A növények életforma-osztályozására szolgáló Raunkiær-rendszer Christen C. Raunkiær alkotása. Először a Dán Botanikai Társaság előtt tartott beszédében említette 1904-ben, majd első rövid leírása a társaság lapjában, a Botanisk Tidsskriftben jelent meg. Ezt 1905-ben egy részletesebb, francia nyelvű leírás követte. Raunkiær tovább finomította a rendszert, és dán nyelven publikálta 1907-ben. Az eredeti rövid leírást és az 1907-es cikket később angolra fordították, és Raunkiær összegyűjtött munkái között elolvashatók.
Raunkiær életforma-osztályozását később többen továbbfejlesztették, de a rendszer lényege nem változott.
A Raunkiær-rendszer osztályozásának alapja a növény növekedési pontjának (rügyének) elhelyezkedése a számára ellenséges időszakokban (hideg évszak, száraz évszak):
- Phanerophyta (fanerofita, fanerofiton) – fás szárú növények. Áttelelő szerveik magasan, legalább 25 cm-rel a talaj szintje felett vannak (fák és cserjék). A rendszer korábbi változataiban az epifita (fán élő) növények is ide tartoztak, ezeket később Raunkiær saját kategóriába helyezte. A növény magassága szerint tovább oszthatók megaphanerophyta, mesophanerophyta vagy nanophanerophyta növényekre, vagy más bontások is alkalmazhatók, a levelek élettartama (örökzöld vagy lombhullató), pozsgásság szerint, illetve hogy van-e a rügynek fedőpikkelye az áttelelést megkönnyítendő.
- Chamaephyta – Áttelelő szerveik a föld felszínéhez közel (25 cm-nél közelebb) helyezkednek el. Fásszárú törpecserjék, kúszócserjék tartoznak ide.
- Hemikryptophyta (hemikriptofita, hemikriptofiton) – Áttelelő szerveik a talaj felszínén, vagy közvetlenül az alatt vannak. Ezek lehetnek tőrózsa, tősarj vagy földbeli hajtás. Lágyszárúak, évelők.
- Kryptophyta (kriptofita, kriptofiton) – Áttelelő szerveik a föld vagy a víz alatt nőnek (hagymás, gumós, gyöktörzses növények):
  - Geophyta (geofita, geofiton) – áttelelő szerveik száraz talajban rejtőznek.
    - Hemigeophyta (hemigeofita, hemigeofiton) – Az előző csoport Priszter Szaniszló által bevezetett alcsoportja. Ezek a növények ősszel kihajtanak, és vegetatív állapotban telelnek át.

  - Helophyta (helofita, helofiton) – áttelelő szerveik mocsaras talajban vannak.
  - Hydrophyta (hydatophyta, hidrofita, hidrofiton) – áttelelő szerveik vízben vannak.
- Hemitherophyta (hemiterofita, hemiterofiton; kétévesek, kétnyáriak) – Az évelőkhöz hasonlóan áttelelnek, de csak egyszer (ekkor még általában nem is virágoznak), a második év végén azonban elhalnak, és csak magjaik maradnak meg.
- Therophyta (terofita, terofiton; egyévesek, egynyáriak) – Egy éven belül csíráznak, növekednek és virágoznak, majd ősszel el is pusztulnak, csak magvaik maradnak meg.
- Epiphyta (epifita, epifiton) – Fákon élő, a talajban nem gyökerező növények – ilyen a hazánkban is előforduló fagyöngy, vagy a trópusok sok páfrány-, orchidea- és broméliaféléje.

## Ujvárosi Miklós rendszere
A magyarországi viszonyokra kidolgozott gyomnövény-életformarendszert Ujvárosi Miklós magyar botanikus készítette el, Raunkiær rendszere alapján.
Az egyéves (Therophyta) gyomokon belül a következő alcsoportokat különbözteti meg Ujvárosi:
- T1: ősszel kelő, áttelelő, kora tavaszi egyévesek (pl. pásztortáska, salátagalambbegy, tyúkhúr);
- T2: ősszel és tavasszal is csírázó, nyár eleji egyévesek (pl. pipacs, kék búzavirág);
- T3: tavasszal csírázó, nyár eleji egyévesek (pl. borsmustár, füstike nemzetség, mezei tarsóka, vadrepce );
- T4: tavasszal csírázó, nyárutói egyévesek (pl. disznóparéj nemzetség, ürömlevelű parlagfű).

A talajszint környékén áttelelő (Hemikryptophyta), évelő gyomokon belül a következő alcsoportokat írja le:
- H1: bojtos gyökérzetűek (pl. mocsári gólyahír, réti boglárka);
- H2: indás évelők (pl. kúszó boglárka, soványperje);
- H3: szaporodásra képes gyökerűek (pl. gyermekláncfű, fekete nadálytő);
- H4: szaporodásra nem képes karógyökerűek (pl. mezei iringó, tövises iglice);
- H5: ferde gyöktörzsűek (pl. útifű nemzetség, fekete üröm, réti imola).

A talajban áttelelő (Geophyta), évelő gyomokon belül a következő alcsoportokat írja le:
- G1: szártarackosok (pl. tarackbúza, nagy csalán);
- G2: gumósok (pl. mezei menta, mocsári tisztesfű);
- G3: szaporítógyökeresek (pl. apró szulák, útszéli zsázsa);
- G4: hagymások és hagymagumósok (pl. gumós perje, őszi kikerics).

## Egyéb, a kertészeti növénytanban használt jelölések[10][11]
- MM. = magas fák (8 méter fölött), Mega et Macrophanerophyta
- M. = kis fák (2-8 méter), Microphanerophyta
- N. = cserjék (½-2 méter), Nanophanerophyta
- Ch. = törpecserjék (1-50 centiméter), párnás növekedésű, vagy párnás-pozsgás növények, áttelelő szerveik (rügyeik) még a talaj felszíne fölött vannak. Chamæphyta
- H. = évelők, áttelelő szerveik (rügyeik) a talajfelszínen vannak. Hemikryptophyta
- G. = talajlakó növények, áttelelő szerveik (rügyeik) mélyen a talajban vannak. Geophyta
- HH. = vízi-mocsári növények, áttelelő szerveik a víz alatt vagy iszapban vannak. Hydato-Helophyta
- HT. = kétéves növények, az első év végén tőlevélrózsát és raktározó szervet (pl. karógyökeret) fejlesztenek, a második évben virágoznak, termést érlelnek, és elpusztulnak. Hemitherophyta
- Th. vagy T.[m 1] = egyéves növények, teljes életciklusuk egy naptári éven belül lejátszódik. Therophyta vagy Therophyta
- E. = fennlakó, fákon élő növények. Epiphyta

### Az alábbi életformák a kúszónövényeket jelölik
- M-E. = kúszó kisfák, Micro-erepophyta
- N-E. = kúszócserjék, liánnövények. Nano-erepophyta
- H-E. = kúszó évelő (pl. komló). Hemikrypto-erepophyta
- E-E. = kúszó epifitonok, Epi-erepophyta
- Ch-E. = kúszó törpecserjék, Chamæ-erepophyta
- G-E. = kúszó geofitonok, Geo-erepophyta
- Th-E. = kúszó egyévesek, Thero-erepophyta

## Fordítás
- Ez a szócikk részben vagy egészben a Raunkiær plant life-form című angol Wikipédia-szócikk ezen változatának fordításán alapul.  Az eredeti cikk szerkesztőit annak laptörténete sorolja fel. Ez a jelzés csupán a megfogalmazás eredetét és a szerzői jogokat jelzi, nem szolgál a cikkben szereplő információk forrásmegjelöléseként.